# LaCapaGira
LaCapaGira (La capa aggíra in barese) è un film del 1999, diretto da Alessandro Piva, all'esordio nella regia. Grazie a questa sua opera prima, presentata al Festival di Berlino, Piva è stato premiato come miglior regista esordiente dell'anno da entrambi i maggiori riconoscimenti cinematografici italiani, David di Donatello e Nastri d'argento.

## Trama
A Bari, un gruppo di piccoli criminali è dedito al contrabbando di droga e sigarette e alla gestione di una sala di video poker (allora) illegali. Viene smarrito un carico di cocaina proveniente dall'Albania in occasione di uno sbarco di clandestini e Nino Carrarmato, il boss della banda, incarica della ricerca Minuicchio e Pasquale. Dopo il ritrovamento, i due provvedono anche alla preparazione delle dosi e a recapitarle al bar gestito, per conto dello stesso Carrarmato, da Sabino e Pinuccio.

## Ambientazione
Durante le riprese si possono notare alcuni luoghi tipici della città pugliese: il lungomare, corso Vittorio Emanuele, corso Sonnino, i quartieri formati dall'edilizia popolare, San Giorgio con allo sfondo i palazzi di Punta Perotti successivamente abbattuti per le note vicende ambientali, i vicoli di Bari Vecchia ed il sottopassaggio di via Brigata Bari.

## Notizie
Il 30 Agosto 2020 nell'occasione della chiusura dell'undicesimo Bif&st, è stata presentata la versione restaurata dalla Cineteca di Bologna.

## Riconoscimenti
- David di Donatello 2000: miglior regista esordiente
- Nastri d'argento 2000: 
  - miglior regista esordiente
  - miglior produttore
  - miglior montaggio
- Ciak d'oro 2000: Miglior opera prima